# بوب كيركباتريك
بوب كيركباتريك هو لاعب هوكي الجليد كندي، ولد في 1 ديسمبر 1915، وتوفي في 20 فبراير 1988.

## وصلات خارجية
- بوب كيركباتريك على موقع دوري الهوكي الوطني (الإنجليزية)
- بوب كيركباتريك على موقع EliteProspects.com (الإنجليزية)
- بوب كيركباتريك على موقع HockeyDB.com (الإنجليزية)
- بوب كيركباتريك على موقع Hockey-Reference.com (الإنجليزية)